# Ж (слово ћирилице)
Слово Ж је осмо слово српске ћирилице. У гајевици представља букву {Ž}, док у пољској представља (ż) илити (rz).